# Фтачник, Любомир
Любомир Фтачник (словац. Ľubomír Ftáčnik; род. 30 октября 1957, Братислава) — словацкий шахматист, гроссмейстер (1980). Тренер, журналист.
Чемпион страны (1974—1976), Европы (1976/1977) среди юношей; на чемпионате мира (1976/1977) — 2-е места. Чемпион ЧССР (1982). В составе команды ЧССР участник командного чемпионата Европы (1980) и шахматных олимпиад (1980—1996, 2000—2012, 2022) 
Лучшие результаты в других международных соревнованиях: Тренчанске-Теплице (1979 и 1985) — 2-е; Трнава (1979 и 1980) — 4—5-е, 1983 — 1-е, 1984 — 1—2-е; Сьенфуэгос (1980) — 1—2-е; Градец-Кралове (1980) — 2-е; Гастингс (1980/1981 и 1982/1983) — 4—6-е и 3—4-е; Дортмунд (1981) — 1—3-е; Таллин (1981) —6-е; Эсбьерг (1982) — 1-е; Вена (1986) — 3—4-е (48 участников) и 3—8-е (167 участников); зональный турнир ФИДЕ (1987; 2-я группа) — 3—4-е; Алтенстейг и Баден-Баден (1987) — 1-е; Белград (1987) — 1—5-е места (105 участников).

## Изменения рейтинга
| Графики недоступны из-за технических проблем. См. информацию на Фабрикаторе и на mediawiki.org. |